# Jinyun
Jinyun léase Ching-Yúin (en chino simplificado, 缙云县; pinyin, Jìnyún xiàn) es un condado bajo la administración directa de la ciudad-prefectura de Lishui. Se ubica en la provincia de Zhejiang, este de la República Popular China. Su área es de 1494 km² y su población total para 2010 fue más de 300 mil habitantes.

## Administración
El condado de Jinyun se divide en 18 pueblos que se administran en 3 subdistritos, 7 poblados y 8 villas .